# Gaetano Berardi
Gaetano Berardi (Sorengo, 21 agosto 1988) è un allenatore di calcio ed ex calciatore svizzero, di ruolo difensore, tecnico della formazione Under-19 della Pro Palazzolo.

## Biografia
È nato in Svizzera da padre italiano, originario di Mesoraca (KR), e da madre svizzera. È cresciuto nel Canton Ticino, precisamente a Magliaso, nel Malcantone. All'età di 16 anni si trasferisce in Italia, a Brescia, per proseguire la sua carriera nel settore giovanile del Brescia Calcio.

## Caratteristiche tecniche
È un terzino destro agile e veloce, bravo nelle diagonali e in fase di anticipo e di chiusura

## Carriera

### Club

#### Le Giovanili e il Brescia
Cresciuto nelle giovanili del Malcantone Agno prima e del Lugano poi, nell'estate del 2004 si trasferisce in Italia a Brescia per giocare con la squadra locale. Dopo 2 stagioni disputate nella squadra Primavera delle Rondinelle, Gaetano il 30 giugno 2007 esordisce in Serie B nella partita Pescara-Brescia 1-3. La stagione successiva fa parte in pianta stabile della Prima Squadra ma il mister Serse Cosmi lo schiera soltanto in 9 partite di Campionato e 1 di Coppa Italia.
Dalla stagione seguente viene utilizzato con più frequenza infatti gioca 26 partite della Serie B 2008-2009 e 2 di Coppa Italia. Nella stagione 2009-2010 il mister Iachini lo sceglie come terzino destro titolare della squadra che otterrà il 13 giugno 2010 la promozione in Serie A. Il 12 settembre 2010 fa il suo esordio in Serie A, nella partita Brescia-Palermo 3-2. Gaetano verrà schierato in campo in altre 26 occasioni dimostrandosi all'altezza della massima serie italiana anche se la stagione si concluderà malamente per i lombardi a causa della retrocessione in Serie B.

#### Sampdoria
La stagione seguente Gaetano continua ad essere impiegato negli undici titolari delle Rondinelle fino a che il 3 gennaio 2012 l'ex mister Iachini lo chiama alla Sampdoria. Fa il suo esordio in blucerchiato il 14 gennaio, nella partita vinta 2-1 in trasferta contro il Padova, offrendo una buona prestazione. La stagione si concluderà con la promozione dei blucerchiati in Serie A, anche se Gaetano non sarà uno dei più importanti artefici della vittoria a causa della forte concorrenza subita da parte di Andrea Rispoli.
Nella stagione successiva, nelle idee della società dovrebbe partire come riserva di Lorenzo De Silvestri, ma Gaetano si conquista, sin dalla prima giornata di campionato, il posto da titolare come terzino destro, che conserva fino alla diciannovesima giornata durante la quale si fa espellere in modo ingenuo al 31' della gara Juventus-Samp 1-2. Conclude la sua seconda stagione in blucerchiato con 21 presenze in campionato.
L'anno seguente non riesce ad imporsi e colleziona solamente 5 presenze in campionato.

#### Leeds United
Il 18 luglio 2014 la Sampdoria comunica di aver ceduto a titolo definitivo al Leeds United i diritti sportivi del calciatore. Veste la maglia del Leeds United per sette stagione conquistando, nel 2020, la promozione in Premier League.
Al termine della stagione 20/21 decide di lasciare la prestigiosa società inglese, collezionando in totale 157 presenze con i Whites.

#### FC Sion
Dopo sei mesi da svincolato nel gennaio 2022 firma per il FC Sion fino al termine della stagione. Scende in campo in 9 occasioni contribuendo alla salvezza del club Vallesano nella massima Divisione del campionato svizzero.

#### AC Bellinzona
Prosegue, anche nella stagione 22/23, in Svizzera ma scendendo di categoria, in Challenge League (Seconda Divisione). A Bellinzona Gaetano gioca 30 partite e al termine della stagione decide ufficialmente di lasciare il calcio giocato per intraprendere la carriera di allenatore.

### Nazionale
Gaetano vanta 30 presenze nella nazionali giovanili della Svizzera, di cui 20 nell'Under-21. È stato convocato per la prima volta nella Nazionale Svizzera Under-21 per la partita del 19 novembre 2008 contro la Grecia finita 1-1. Dall'11 giugno 2011 al 25 giugno prende parte con l'Under-21 elvetica all'Europeo di categoria che ha visto gli svizzeri arrivare secondi alle spalle della Spagna.
Dopo aver accumulato 18 presenze con la maglia dell'Under-21, il 10 agosto 2011 esordisce nelle file della Nazionale maggiore in occasione dell'amichevole contro il Liechtenstein.

## Dopo il ritiro
Nel settembre del 2024, dopo aver completato il corso specifico presso il Settore Tecnico della FIGC a Coverciano, Berardi consegue la licenza UEFA A, che consente di guidare tutte le squadre giovanili (comprese le Primavera), tutte le squadre femminili e le prime squadre maschili fino alla Serie C inclusa.

## Statistiche

### Presenze e reti nei club
| Stagione         | Squadra          | Campionato       | Campionato | Campionato | Coppa nazionale | Coppa nazionale | Coppa nazionale | Coppe europee | Coppe europee | Coppe europee | Altre coppe | Altre coppe | Altre coppe | Totale | Totale |
| Stagione         | Squadra          | Comp             | Pres       | Reti       | Comp            | Pres            | Reti            | Comp          | Pres          | Reti          | Comp        | Pres        | Reti        | Pres   | Reti   |
| ---------------- | ---------------- | ---------------- | ---------- | ---------- | --------------- | --------------- | --------------- | ------------- | ------------- | ------------- | ----------- | ----------- | ----------- | ------ | ------ |
| 2006-2007        | Brescia          | B                | 1          | 0          | CI              | 0               | 0               | -             | -             | -             | -           | -           | -           | 1      | 0      |
| 2007-2008        | Brescia          | B                | 9          | 0          | CI              | 1               | 0               | -             | -             | -             | -           | -           | -           | 10     | 0      |
| 2008-2009        | Brescia          | B                | 26         | 0          | CI              | 2               | 0               | -             | -             | -             | -           | -           | -           | 28     | 0      |
| 2009-2010        | Brescia          | B                | 29+1       | 0          | CI              | 0               | 0               | -             | -             | -             | -           | -           | -           | 30     | 0      |
| 2010-2011        | Brescia          | A                | 27         | 0          | CI              | 2               | 0               | -             | -             | -             | -           | -           | -           | 29     | 0      |
| 2011-gen. 2012   | Brescia          | B                | 13         | 0          | CI              | 1               | 0               | -             | -             | -             | -           | -           | -           | 14     | 0      |
| Totale Brescia   | Totale Brescia   | Totale Brescia   | 105+1      | 0          |                 | 6               | 0               |               | -             | -             |             | -           | -           | 112    | 0      |
| gen.-giu. 2012   | Sampdoria        | B                | 9          | 0          | CI              | -               | -               | -             | -             | -             | -           | -           | -           | 9      | 0      |
| 2012-2013        | Sampdoria        | A                | 21         | 0          | CI              | 0               | 0               | -             | -             | -             | -           | -           | -           | 21     | 0      |
| 2013-2014        | Sampdoria        | A                | 5          | 0          | CI              | 0               | 0               | -             | -             | -             | -           | -           | -           | 5      | 0      |
| Totale Sampdoria | Totale Sampdoria | Totale Sampdoria | 35         | 0          |                 | 0               | 0               |               | -             | -             |             | -           | -           | 35     | 0      |
| 2014-2015        | Leeds Utd        | FLC              | 22         | 0          | FACup+CdL       | 1+1             | 0               | -             | -             | -             | -           | -           | -           | 24     | 0      |
| 2015-2016        | Leeds Utd        | FLC              | 28         | 0          | FACup+CdL       | 0+1             | 0               | -             | -             | -             | -           | -           | -           | 29     | 0      |
| 2016-2017        | Leeds Utd        | FLC              | 26         | 0          | FACup+CdL       | 1+2             | 0               | -             | -             | -             | -           | -           | -           | 29     | 0      |
| 2017-2018        | Leeds Utd        | FLC              | 31         | 0          | FACup+CdL       | 1+1             | 1+0             | -             | -             | -             | -           | -           | -           | 33     | 1      |
| 2018-2019        | Leeds Utd        | FLC              | 13+2       | 0          | FACup+CdL       | 0               | 0               | -             | -             | -             | -           | -           | -           | 15     | 0      |
| 2019-2020        | Leeds Utd        | FLC              | 22         | 0          | FACup+CdL       | 1+2             | 0+1             | -             | -             | -             | -           | -           | -           | 25     | 1      |
| 2020-2021        | Leeds Utd        | PL               | 2          | 0          | FACup+CdL       | 0               | 0               | -             | -             | -             | -           | -           | -           | 2      | 0      |
| Totale Leeds     | Totale Leeds     | Totale Leeds     | 144+2      | 0          |                 | 11              | 2               |               | -             | -             |             | -           | -           | 157    | 2      |
| gen.-giu. 2022   | Sion             | SL               | 9          | 0          | CS              | -               | -               | -             | -             | -             | -           | -           | -           | 9      | 0      |
| 2022-2023        | Bellinzona       | CL               | 30         | 0          | CS              | 0               | 0               | -             | -             | -             | -           | -           | -           | 30     | 0      |
| Totale           | Totale           | Totale           | 323+3      | 0          |                 | 17              | 2               |               | -             | -             |             | -           | -           | 343    | 2      |

### Cronologia presenze e reti in nazionale
| Cronologia completa delle presenze e delle reti in nazionale ― Svizzera | Cronologia completa delle presenze e delle reti in nazionale ― Svizzera | Cronologia completa delle presenze e delle reti in nazionale ― Svizzera | Cronologia completa delle presenze e delle reti in nazionale ― Svizzera | Cronologia completa delle presenze e delle reti in nazionale ― Svizzera | Cronologia completa delle presenze e delle reti in nazionale ― Svizzera | Cronologia completa delle presenze e delle reti in nazionale ― Svizzera | Cronologia completa delle presenze e delle reti in nazionale ― Svizzera |
| Data                                                                    | Città                                                                   | In casa                                                                 | Risultato                                                               | Ospiti                                                                  | Competizione                                                            | Reti                                                                    | Note                                                                    |
| ----------------------------------------------------------------------- | ----------------------------------------------------------------------- | ----------------------------------------------------------------------- | ----------------------------------------------------------------------- | ----------------------------------------------------------------------- | ----------------------------------------------------------------------- | ----------------------------------------------------------------------- | ----------------------------------------------------------------------- |
| 10-8-2011                                                               | Vaduz                                                                   | Liechtenstein                                                           | 1 – 2                                                                   | Svizzera                                                                | Amichevole                                                              | -                                                                       | 83’                                                                     |
| Totale                                                                  |                                                                         | Presenze                                                                | 1                                                                       |                                                                         | Reti                                                                    | 0                                                                       |                                                                         |

## Palmarès

### Club

#### Playoff Campionato italiano di Serie B: 2
Brescia: 2009-2010
Sampdoria: 2011-2012
- Campionato inglese di seconda divisione: 1

Leeds United: 2019-2020